# Anomis eucystica
Anomis eucystica är en fjärilsart som beskrevs av Dyar 1913. Anomis eucystica ingår i släktet Anomis och familjen nattflyn. Inga underarter finns listade i Catalogue of Life.